# Annie Proulx

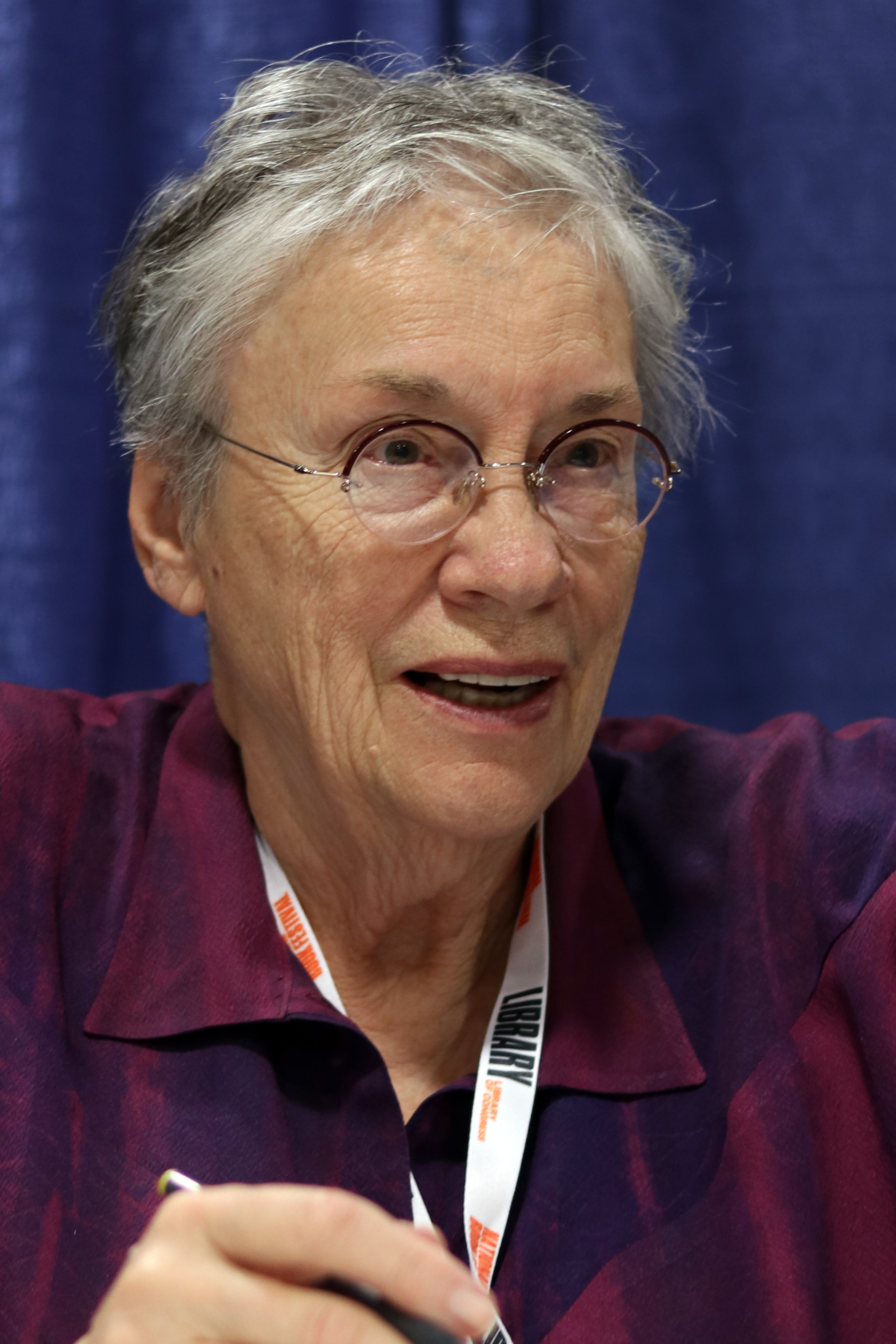
Annie Proulx (2018)

Edna Annie Proulx [pruː] (* 22. August 1935 in Norwich, Connecticut) ist eine kanadisch-US-amerikanische Schriftstellerin und Journalistin, die mit vielen der wichtigsten amerikanischen Literaturpreise ausgezeichnet wurde. Zu ihren bekanntesten Werken zählen die Romane Postkarten und Schiffsmeldungen sowie die Kurzgeschichte Brokeback Mountain.

## Leben
Proulx’ Mutter kam aus einer alteingesessenen bürgerlichen Familie Connecticuts, der Vater war Frankokanadier. Deshalb hat Proulx sowohl die US-amerikanische als auch die kanadische Staatsangehörigkeit.
Proulx studierte Geschichte und machte 1969 ihr Examen (B.A.) an der University of Vermont. Anschließend studierte sie in Montréal an der Sir George Williams Universität (heute Concordia University) und schloss dort 1973 mit dem Master of Arts (M.A.) ab. Zunächst begann sie als Journalistin und Sachbuchautorin zu schreiben. Mit über 50 Jahren wandte sich Proulx der Belletristik zu und veröffentlichte mit 57 Jahren ihren ersten Roman Postcards.
Sie lebte mehr als 30 Jahre in Vermont, war dreimal verheiratet, hat drei Söhne und eine Tochter. In ihrem sechzigsten Lebensjahr zog sie nach Wyoming, wo sie sich u. a. zu ihrer Kurzgeschichte Brokeback Mountain (1997) inspirieren ließ. 2003 kaufte sie dort 40 Morgen Land mit Blick über den North Platte River ohne Elektrizitäts- oder Telefonanschluss und ließ sich dort ein Haus errichten. Vor einigen Jahren gab sie ihren abgeschiedenen Wohnort auf und zog nach Seattle, wo sie seitdem lebt. Zur Begründung sagte Proulx, dass die täglichen Besorgungen in Wyoming sehr lange Autofahrten erforderten, die sie im Alter nicht mehr auf sich nehmen wolle. Außerdem seien die Winter im Mittleren Westen sehr hart und erforderten eine gute körperliche Kondition.

## Werke und ihre Auszeichnungen
1988 veröffentlichte Proulx in den USA unter dem Titel Heartsongs and other Stories (deutsch Herzenslieder, 1998) eine Sammlung von Kurzgeschichten.
Ihr erster Roman Postcards (deutsch „Postkarten“, 1992) über das Leben einer Farmerfamilie brachte ihr als erster Frau den begehrten PEN/Faulkner Award ein.
Der folgende in Neufundland angesiedelte Roman The Shipping News (deutsch „Schiffsmeldungen“, 1993) wurde ein weltweiter Erfolg. Für ihn erhielt die Autorin den Pulitzer-Preis, den National Book Award und den The Irish Times International Fiction Prize. Der Roman handelt von einem verwitweten Mann, der in der Abgelegenheit einer kleinen Neufundland-Küstenstadt einen Neuanfang versucht. Der Roman wurde in Hollywood unter gleichem Titel von Regisseur Lasse Hallström mit prominenten Schauspielern verfilmt und lief weltweit erfolgreich in den Filmkunst-Kinos.
Weitere Werke von Proulx sind der Roman Accordion Crimes (deutsch „Das grüne Akkordeon“, 1996) und der Roman That Old Ace in the Hole (dt. „Mitten in Amerika“, 2002). Nach diesem Roman inszenierte das Theater am Rand im Dorf Zollbrücke unter Leitung seines Intendanten und Schauspielers Thomas Rühmann ein Theaterstück.
Außerdem erschienen drei Bände mit Erzählungen aus Wyoming: Close Range (deutsch „Weit draußen“, 1999), Bad Dirt (deutsch „Hinterland“, 2004) sowie Fine Just the Way It Is (deutsch „Hier hat’s mir schon immer gefallen“, 2008). Close Range wurde 1999 mit dem Buchpreis des The New Yorker-Magazins ausgezeichnet und 2000 mit dem English-Speaking Union’s Ambassador Book Award und Borders Original Voices Award in Fiction prämiert.
Die deutsche Übersetzung ihrer Memoiren Ein Haus in der Wildnis erschien 2011. Proulx' 2016 erschienener Roman Barkskins kam 2017 unter dem Titel Aus hartem Holz in deutscher Übersetzung heraus. 2020 erschien eine gleichnamige Serienverfilmung.
Am 13. Oktober 1997 erschien Proulx’ Kurzgeschichte Brokeback Mountain erstmals in The New Yorker. 2005 verfilmte Ang Lee die Kurzgeschichte. Proulx’ Erzählung gewann 1998 den O. Henry-Preis und den National Magazine Award. Bereits 1997 hatten der Schriftsteller und Pulitzer-Preisträger Larry McMurtry und die Filmproduzentin Diana Ossana die nur ca. 50 Seiten lange Geschichte für die Kinoleinwand adaptiert. 1999 veröffentlichte Proulx eine überarbeitete Fassung in ihrem Sammelband Close Range. Der Film von Ang Lee über die lebenslange Liebe zweier Cowboys, die ihre Liebe nur bei sporadischen Angelausflügen ausleben können, wurde 2006 mit vier Golden Globes und drei Oscars ausgezeichnet, unter anderem für das beste adaptierte Drehbuch. Proulx war sowohl bei „Schiffsmeldungen“ als auch bei „Brokeback Mountain“ selbst die Drehbuchautorin.
2014 erlebte die Oper Brokeback Mountain mit der Musik von Charles Wuorinen am Teatro Real in Madrid ihre Uraufführung, das Libretto stammt von Proulx. 2023 folgte im Londoner West End das gleichnamige Theaterstück.

„Buch, Film und Oper haben jeweils eigene Gesetze. Das wurde auch gestern bei der Uraufführung der Oper der Cowboy-Lovestory deutlich. Da haben schweigende Cowboys und Countrymusik nichts zu suchen. Und das berücksichtigte Regisseur Ivo van Hove.“

2007 wurde Proulx in die American Academy of Arts and Letters und 2014 in die American Academy of Arts and Sciences gewählt. 2017 wurde sie mit der Medal for Distinguished Contribution to American Letters (Lebenswerk) ausgezeichnet.

„Meine Menschen träumen nicht. Die kämpfen ums nackte Überleben in einer gnadenlosen Landschaft, die ihnen keine persönliche Freiheit gönnt.“

„Ich habe so viel Zeit allein verbracht. Ich bin kein sozialer Mensch. Deshalb hänge ich nicht so sehr an den meisten Menschen. Es gibt eine Distanz zwischen mir und den meisten anderen. Das war schon mein ganzes Leben über so.“